# Гадсон (Мічиган)
Гадсон (англ. Hudson) — місто (англ. city) в США, в окрузі Ленаві штату Мічиган. Населення — 2415 осіб (2020).

## Географія
Гадсон розташований за координатами 41°51′23″ пн. ш. 84°20′45″ зх. д. / 41.85639° пн. ш. 84.34583° зх. д. (41.856457, -84.345705).  За даними Бюро перепису населення США в 2010 році місто мало площу 5,69 км², з яких 5,67 км² — суходіл та 0,01 км² — водойми.

## Демографія
Згідно з переписом 2010 року, у місті мешкало 2307 осіб у 861 домогосподарстві у складі 599 родин. Густота населення становила 406 осіб/км².  Було 1019 помешкань (179/км²).
Расовий склад населення:
| - 96,2 % — білих - 0,7 % — чорних або афроамериканців - 0,5 % — корінних американців - 0,3 % — азіатів |

До двох чи більше рас належало 1,9 %. Частка іспаномовних становила 4,2 % від усіх жителів.
За віковим діапазоном населення розподілялося таким чином: 29,5 % — особи молодші 18 років, 59,8 % — особи у віці 18—64 років, 10,7 % — особи у віці 65 років та старші. Медіана віку мешканця становила 33,4 року. На 100 осіб жіночої статі у місті припадало 96,2 чоловіків;  на 100 жінок у віці від 18 років та старших — 90,8 чоловіків також старших 18 років.
Середній дохід на одне домашнє господарство  становив 52 263 долари США (медіана — 49 323), а середній дохід на одну сім'ю — 58 106 доларів (медіана — 53 323). Медіана доходів становила 42 450 доларів для чоловіків та 35 818 доларів для жінок. За межею бідності перебувало 23,4 % осіб, у тому числі 33,6 % дітей у віці до 18 років та 12,7 % осіб у віці 65 років та старших.
Цивільне працевлаштоване населення становило 1030 осіб. Основні галузі зайнятості: виробництво — 30,9 %, освіта, охорона здоров'я та соціальна допомога — 21,7 %, роздрібна торгівля — 9,6 %, науковці, спеціалісти, менеджери — 6,3 %.